# F. M. Hämmerle

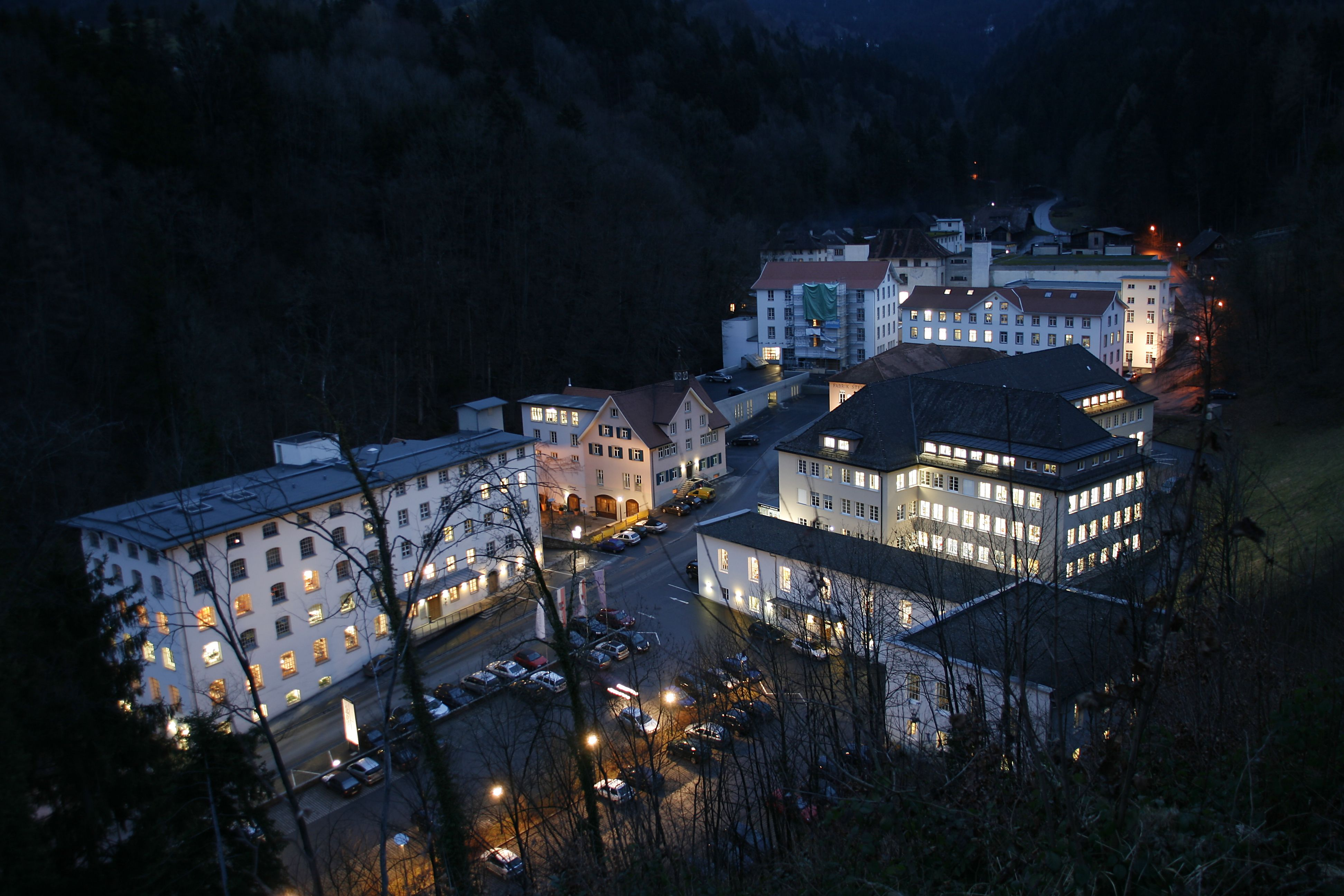
F. M. Hämmerle-Areal, in Dornbirn/Steinebach

F. M. Hämmerle war ein österreichisches Textilunternehmen mit Sitz in Dornbirn in Vorarlberg. Die Firma bestand von 1836 bis 2016 und war Mitte der 1980er-Jahre mit mehr als 2200 Mitarbeitern das größte Textilunternehmen Österreichs.

## Geschichte
Das Unternehmen wurde von Franz Martin Hämmerle 1836 gegründet. 1846 ließ er in Dornbirn Oberdorf einen 13 Achsen langen, vier Fenster breiten und fünfeinhalb Geschoße hohen Bau errichten – die Färberei Steinebach. Im sogenannten „Glöckelehaus“ von 1826 befand sich ehemals eine Nadelfabrik, später wurden dort die Büros untergebracht. In der 2. Hälfte des 19. Jahrhunderts wurden neue Bauwerke errichtet: eine Färberei, Bleicherei und auch Trockentürme, die heute nicht mehr erhalten sind.
F. M. Hämmerle war Aussteller im Industriepalast der Wiener Weltausstellung 1873. Das Unternehmen zeigte rohe Baumwollgarne, gefärbte und bedruckte Baumwollstoffe und wurde für seine Ware mit der Fortschrittsmedaille ausgezeichnet. Zu dieser Zeit zählte das Unternehmen zu den wichtigsten in der Textilindustrie. Mit vier Dampfmaschinen, einem Lokomobil und 350 mechanischen Webstühlen im Werk waren damals 650 Arbeiter beschäftigt.
Im März 1938, unmittelbar nach dem sogenannten Anschluss Österreichs an das nationalsozialistische Deutsche Reich, war die Fa. Hämmerle gemeinsam mit der Dornbirner Textilfirma Rhomberg an der Arisierung des Warenhauses Herzmansky in Wien beteiligt. Für nur 600.000 Reichsmark erwarben die beiden Firmen gemeinsam von der Vermögensverkehrsstelle das Kaufhaus, das allein im vorangegangenen Geschäftsjahr 810.000 Reichsmark Gewinn ausgewiesen hatte.
Im Jahr 1975 erhielt das Unternehmen die Staatliche Auszeichnung und durfte das Bundeswappen im Geschäftsverkehr verwenden. 1986, im 150. Jahr des Bestehens, beschäftigte F. M. Hämmerle 2100 Mitarbeiter und erwirtschaftete einen Umsatz von 1,5 Mrd. Schilling (rund 109 Mio. Euro). 
1983 wurde die F. M. Hämmerle AG in eine Holdinggesellschaft, die F. M. Hämmerle Beteiligungs AG, umgewandelt. Im Jahr 2000 wurde die F. M. Hämmerle Beteiligungs AG in die beiden Betriebsteile F. M. Hämmerle Holding AG und die F. M. Hämmerle Textilwerke AG aufgeteilt. Zur Holding gehörten die Betriebs- bzw. Liegenschaftseinheiten Gütle, Gisingen, Sägen Hochbau, Kapstadt, Oberdorf, Rhenofil-Montlingen, Rüsch-Werke und Steinebach. Die F. M. Hämmerle Textilwerke AG bestand aus dem Veredlungsbetrieb Fischbach und dem dortigen Heizkraftwerk und der Weberei samt ihrem Vorwerk in Sägen Shedbau. Die Garnfärberei wurde durch die Textilwerke AG bei der Holding AG in Steinebach weiter betrieben.
Im Juli 2008 musste die F. M. Hämmerle Textilwerke AG Insolvenz anmelden. Am 31. Juli 2008 wurde über das Unternehmen bei einem Schuldenstand von etwa 6 Millionen Euro auf eigenen Antrag das Konkursverfahren am Landesgericht Feldkirch eröffnet. Betroffen davon waren nach Angaben des Kreditschutzverbands 312 Mitarbeiter und etwa 300 Gläubiger. Über das Vermögen der Nachfolgegesellschaft wurde im Juni 2009 der Konkurs eröffnet. Nachfolgefirma wurde die F. M. Hämmerle Nfg GmbH, die zur Oswal Group gehört. Alleingesellschafter der Oswal-Gruppe ist die im indischen Ludhiana ansässige Vardhman Polytex Limited.
Vom Konkurs nicht betroffen war die Spinnerei Feldkirch GmbH, die 1992 aus den F. M. Hämmerle Textilwerken losgelöst und zuvor bereits in die F. M. Hämmerle Holding AG integriert wurde, zu der auch die F. M. Hämmerle Immobilien gehören. 1997 besaß die F. M. Hämmerle Holding AG rund zwei Millionen Quadratmeter Grund in Vorarlberg und war größter Grundbesitzer in Dornbirn.
Am 14. April 2016 erklärte die Spinnerei Feldkirch GmbH die Betriebsschließung. Die schlechte Marktsituation, der harte Wettbewerb, Preisdruck und zuletzt der Wegfall eines Großkunden waren laut Petra Kreuzer, Vorständin der F. M. Hämmerle Holding, ausschlaggebend. Es handelte sich um keine Insolvenz, Gehalts- und Lohnforderungen der Mitarbeiter sollen erfüllt werden. Die Spinnerei Feldkirch ist der letzte Textilbetrieb, der sich im Besitz von F. M. Hämmerle befindet.

## Produkte
- City
- Casual
- Pigment Dyed
- Evening
- Woman